# 大西祥平 (ライター)
大西 祥平（おおにし しょうへい、1971年 - ）は、日本の漫画収集家・漫画評論家・漫画原作者・書店員である。東京都六本木出身。成城学園高校、多摩美術大学卒業。京都精華大学マンガ学部マンガプロデュースコース学科講師。自称「漫ぶらぁ〜」。

## 略歴
実家は東京・六本木。成城学園高校では、高校3年生の時になべやかんと同じクラスだった。
大学卒業後、関西に移り、京都の名物書店・恵文社一乗寺店に勤務。アルバイト店員ながら、1997年、「川崎ゆきお原画展」など独自の企画を行う。DJならぬ「マンガ・ジョッキー」と称して、レア漫画をスライドで紹介する活動も行う。また、バンド活動も行っていた。
古書店で収集した、膨大なB級漫画を紹介するサイト「ニュー漫画大学」（西形好司と共同運営）が評判となり、水声社刊行の『マンガ地獄変』シリーズのメインライターをつとめる。同シリーズに執筆していた吉田豪とは、のちに古本収集コンビ「古本ハムサラダ」を結成。
1998年に東京の実家に戻り、オルタナショップ・タコシェの店員として勤務。また、『アックス』『映画秘宝』『CONTINUE』など、様々な雑誌で、漫画評論・紹介、漫画家へのインタビュー等を行う。また、漫画原作者としても活動。
また、復刻レーベル「ひよこ書房」「グッピー書林」名義で、自費出版にてレアな漫画作品の復刻活動も行っていた。

## 著作

### 著書
- 『マンガ地獄変2 男魂マンガ高校』植地毅、宇田川岳夫らとの共著、水声社、1997年8月
- 『マンガ地獄変3 トラウマ・ヒーロー総進撃!』植地毅、大久保太郎らとの共著、水声社、1998年2月
- 『FUSION AOR DISC GUIDE』真下弘孝との共著、夏目書房、2001年4月
- 山松ゆうきち『山松　Very Best of Early Years』編集、青林工藝舎、2003年
- ジョージ秋山『ジョージ秋山捨てがたき選集1～8』監修、青林工藝舎、2009年 - 2011年
- 『小池一夫伝説』洋泉社 2011年

### 漫画原作
- 高橋のぼる『警視正大門寺さくら子』全8巻、小学館、2002年 - 2004年
- 吉本浩二『勝ち組フリーター列伝』小学館、2006年4月
- 中里宣『涅槃姫みどろ』全6巻、秋田書店、2006年 - 2007年
- 青木雄二、吉本浩二『非サラリーマン宣言 下流社会を「生きる」10の知恵』あおば出版、2006年12月
- 土山しげる『極道めし』（大西祥平協力）全10巻、双葉社、2007年 - 2012年
- 大菩薩峠（原作：中里介山、脚本：大西祥平、漫画：ふくしま政美）ネット配信、2010年-

## 復刻活動

### ひよこ書房[3]
青林工藝舎編集者・斧田小（浅川満寛）との共同レーベル
- 松本正彦『パンダラブー』全2巻 - のち、青林工藝舎から単行本化。
- 早見純自選最低作品集『純にもぬかりはある』
- 紺野泰介作品集『変態劇畳』
- 早見純『純の自己嫌悪』
- ロマン優光『音楽家残酷物語』 - 復刻ではなく新たなエッセイ集。
- 松本正彦『たばこ屋の娘 70年代短編傑作集』 - のち、青林工藝舎から単行本化。

### グッピー書林
まんだらけ中野店店長・辻中雄二郎との共同レーベル
- 飯島市朗傑作集1『トルコ星座の男たち』
- 飯島市朗傑作集2『スケバン貴族』
- 陽気幽平experience『ケケカカ物語 とり小僧』 - グッピー書林plus（菊田大が追加参加）
- 陽気幽平experienceⅡ『首帰える おぶさりダルマ』 - グッピー書林plus
- 陽気幽平experienceⅢ『恐怖の爪』 - グッピー書林plus
- 『竹内寛行experience0』 - グッピー書林plus（菊田大による研究書）